# Figura Haidingera

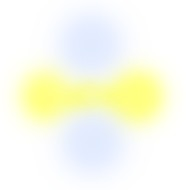
Wizualizacja figury Haidingera dla światła spolaryzowanego pionowo. Rozmiar i nasycenie koloru zostały zwiększone, aby figura była lepiej widoczna. Orientacja figury zależy od polaryzacji obserwowanego światła

Figura Haidingera (szczotka, miotełki Haidingera) – zjawisko entoptyczne po raz pierwszy opisane przez austriackiego fizyka Wilhelma von Haidingera w 1844 roku.
Chociaż oko ludzkie nie ma receptorów odpowiedzialnych za detekcję polaryzacji światła, wielu ludzi jest w stanie ją rozpoznać. Jest ona postrzegana jako bladożółta figura w kształcie paska lub klepsydry (z nieostrymi końcami, stąd nazwa „szczotka”, „miotełki”), widoczna w centrum pola widzenia na tle błękitnego nieba, kiedy obserwator jest odwrócony od Słońca, lub na dowolnym jasnym tle. Typowo figura ma rozmiar kątowy około 3–5 stopni, około dwa lub trzy razy większy niż szerokość kciuka wyciągniętej ręki. Kierunek światła spolaryzowanego jest prostopadły do żółtego paska (czyli pionowy, gdy pasek jest poziomy). Między żółtymi „miotełkami” mogą być widoczne słabsze niebieskawe lub purpurowe obszary (patrz rysunek). Figurę Haidingera można również dostrzec patrząc na biały obszar na wyświetlaczu ciekłokrystalicznym (np. ekranie komputera), ze względu na efekt polaryzacji wyświetlacza; w tym przypadku światło jest często spolaryzowane ukośnie.

## Przyczyny fizjologiczne
Szczotka Haidingera jest zwykle wiązana z dichroizmem barwników (ksantofili) w plamce żółtej. Sądzi się, że wynika on z rozmieszczenia w niej niektórych cząsteczek barwników. Efekt powodują, zgodnie z prawami Fresnela, promienie padające ukośnie na czopki wrażliwe na światło niebieskie, które są rozmieszczone zgodnie z cylindryczną geometrią dołka środkowego. Rozmiar figury odpowiada wielkości plamki żółtej. Mały odsetek cząstek barwników, które są ułożone okrężnie, przyczynia się do słabej widoczności tego zjawiska. Cząsteczki ksantofili układają się zwykle równolegle do włókien nerwu wzrokowego które, jako że dołek środkowy nie jest płaski, są prawie prostopadłe do niego w centralnej części, a prawie równoległe w części zewnętrznej. W efekcie dwa różne obszary dołka mogą być wrażliwe na dwie polaryzacje.

## Widzenie figury

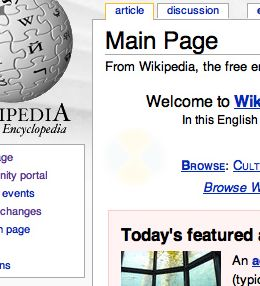
Symulowany obraz figury Haidingera na tle strony głównej Wikipedii, ukazujący typowe nasycenie barw i rozmiar figury

Wielu ludzi ma początkowo trudności z dostrzeżeniem figury Haidingera. Jest ona bardzo słabo widoczna, znacznie mniej wyraźna niż typowo dostrzegane kontrasty kolorystyczne, i ma tendencję do znikania w ciągu około 5 sekund. Najłatwiej jest zauważyć ją po wprawieniu jej w ruch. Ponieważ zawsze znajduje się ona na plamce żółtej, nie ma sposobu, aby przemieścić ją w bok, ale może być ona obracana, gdy obserwuje się jasną powierzchnię przez obracany polaryzator, lub gdy powoli przechyla się głowę na bok. Polaryzatorem może być np. soczewka z odpowiednich okularów przeciwsłonecznych.
Inną możliwością jest wykorzystanie polaryzatora wbudowanego w ekran LCD. Figurę można dostrzec, patrząc na biały obszar na ekranie i powoli przechylając głowę (monitor kineskopowy nie ma polaryzatora i nie nadaje się do tego celu).
Figura jest wyraźniej widoczna na niebieskim tle. Przy odrobinie ćwiczeń można zobaczyć ją w naturalnym świetle spolaryzowanym błękitnego nieba. Najsilniejsza polaryzacja światła występuje w odległości kątowej 90 stopni od Słońca. Marcel Minnaert zalecał w tym celu najpierw użyć polaryzatora, a następnie próbować obserwacji bez niego. Opisywał, że po chwili patrzenia na niebo pojawi się „swego rodzaju efekt marmuru. Wkrótce potem widoczna staje się szczotka Haidingera”. Wskazywał przy tym, że nie wszyscy obserwatorzy widzą figurę w ten sam sposób. Niektórzy widzą ciągły żółty kształt i przerwany niebieski, jak na ilustracji na tej stronie. Inni widzą ciągły wzór niebieski i przerwany żółty, lub naprzemiennie w obu postaciach.

## Wykorzystanie
Fakt, że figura Haidingera wiąże się z polem widzenia plamki żółtej oznacza, że może być ona wykorzystana do ćwiczenia patrzenia z jej wykorzystaniem. Ludzie z określonymi typami zeza mogą przyzwyczaić się do obserwacji przedmiotu zainteresowania nie z użyciem dołka środkowego plamki żółtej, ale zewnętrznego obszaru siatkówki. Jest to zjawisko znane jako fiksacja ekscentryczna i prowadzi do niedowidzenia. Jeden z aparatów treningowych służących do korekty fiksacji ekscentrycznej wykorzystuje obracające się płytki polaryzacyjne podświetlone jasnym, białym światłem. Użytkownik patrzy jednym okiem przez niebieski filtr (dla wzmocnienia figury Haidingera), a drugie ma zasłonięte. Celem treningu jest nauczenie pacjenta patrzenia na obiekt testowy tak, aby nakładała się na niego figura Haidingera – wówczas patrzy on na obiekt testowy wykorzystując dołek środkowy siatkówki oka. Dołek środkowy zdrowego oka ma znacznie lepszą zdolność rozdzielczą obrazu niż inne części siatkówki. Innym narzędziem diagnostycznym wykorzystującym właściwości optyczne tkanek oka jest pomiar dwójłomności siatkówki, który może być wykorzystany w przypadku ciężkiego niedowidzenia lub gdy pacjent (np. małe dziecko) nie współpracuje z lekarzem.